# Pierre Sbaïz
Pierre Sbaïz est un footballeur français, né le 12 février 1937 à Ronchis en Italie. Son poste de prédilection est défenseur. À son palmarès figure notamment la Coupe de France de football 1965-1966. Il a un frère, Antonello Sbaïz, qui remporte lui la Coupe de France de football 1961-1962 avec l'AS Saint-Étienne.

## Carrière
Il commence la saison 1956-1957 en Division 2 au club du Perpignan FC puis est transféré à l'AS Saint-Étienne en janvier. En quatre saisons et demie dans ce club il ne joue que six matchs de Division 1.
Pierre Sbaïz rejoint alors le RC Strasbourg en 1961. À partir de sa troisième saison dans le club, il devient un titulaire de l'équipe. Il le restera pendant quatre saisons au cours desquelles il remporte la Coupe de la Ligue 1963-1964 et la Coupe de France 1965-1966. Il se distingue dans la finale de la Coupe de France 1966 en marquant l'unique but de la victoire alsacienne face au FC Nantes 1-0.
Il quitte Strasbourg en 1967 pour rejoindre l'AC Ajaccio en Division 1 pour deux saisons. Pierre Sbaïz termine sa carrière en division 2 dans le club de football de l'AAJ Blois de 1970 à 1975, club avec lequel il atteint les quarts-de-finale de la Coupe de France de football 1970-1971.

## Palmarès
- Coupe de France
  - Vainqueur en 1966 avec le RC Strasbourg

- Coupe de la Ligue
  - Vainqueur en 1964 avec le RC Strasbourg

## Statistiques
Lors de sa carrière de footballeur, il dispute 167 matchs en Division 1, dont 118 avec le RC Strasbourg, 43 avec l'AC Ajaccio et 6 avec l'AS Saint-Étienne.